# Llista de ciutats de Suïssa
La llista de les ciutats de Suïssa conté els municipis de Suïssa amb més de 10.000 habitants que són considerats «ciutat» (en alemany: Stadt, en francès: ville, en italià: città).

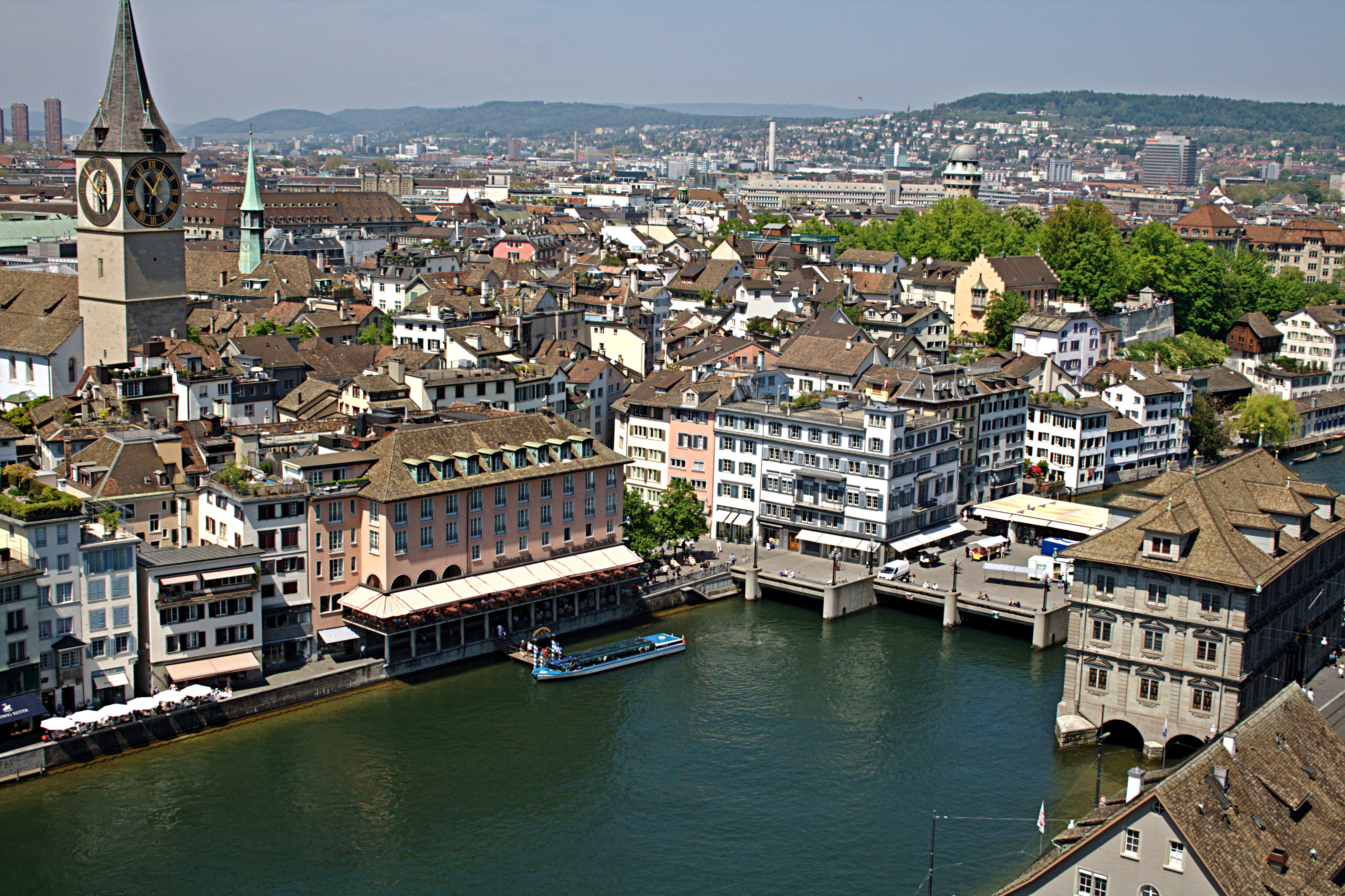
Zúric

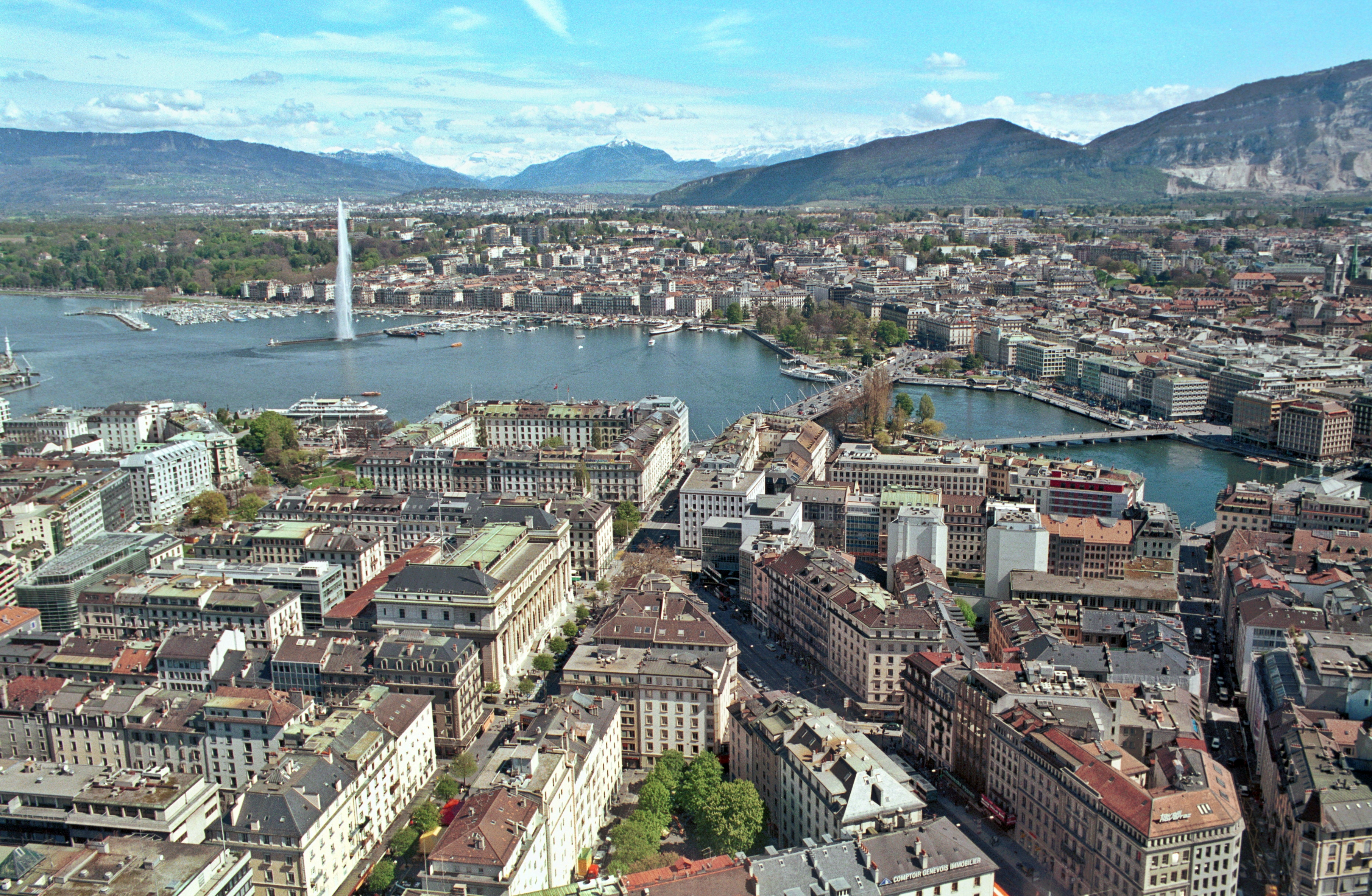
Ginebra

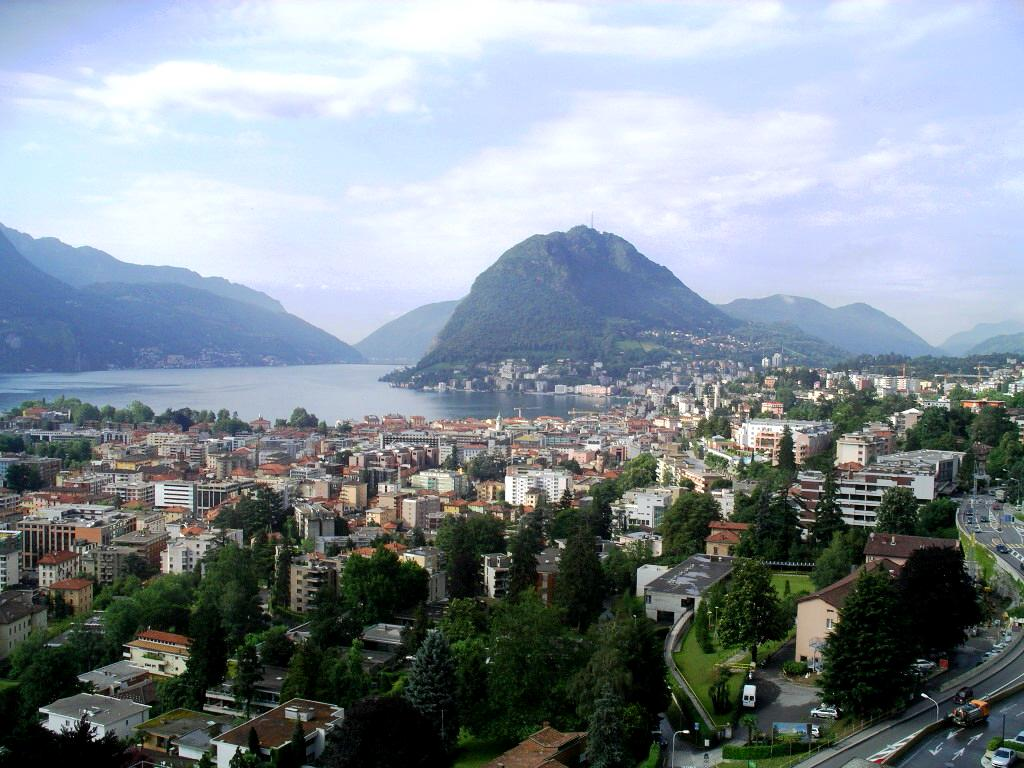
Lugano

## Les sis ciutats amb més de cent mil habitants
- Zúric (capital del cantó de Zúric), 404.783 habitants (31 de desembre de 2014); aglomeració urbana: 1.300.000 habitants
- Ginebra (capital del cantó de Ginebra), 191.557 habitants (28 de febrer de 2015)
- Basilea (capital del cantó de Basilea-Ciutat), 174.491 habitants (31 de desembre de 2006)
- Berna (seu del parlament federal i capital del cantó de Berna), 140.288 habitants (30 de setembre de 2015)
- Lausana (capital de Vaud), 132.626 habitants (31 de desembre de 2013)
- Winterthur, 105.676 habitants (31 de desembre de 2013)

## Ciutats de 50.000 a 99.999 habitants
- Sankt Gallen (capital del cantó de Sankt Gallen), 75.581 habitants (31 de desembre de 2013)
- Lucerna (capital del cantó de Lucerna), 81.057 habitants (31 de desembre de 2014)
- Lugano, 62.792 habitants (31 de desembre de 2013)
- Biel/Bienne, 53.031 habitants (31 de desembre de 2013)

## Ciutats de 20.000 a 49.999 habitants
- Thun, 42.929 habitants (31 de desembre de 2013)
- Köniz, 39.794 habitants (31 de desembre de 2013)
- La Chaux-de-Fonds, 37.023 habitants (31 de desembre de 2007)
- Coira (capital del cantó dels Grisons), 35.161 habitants (31 de desembre de 2006)
- Schaffhausen (capital del cantó de Schaffhausen), 34.048 habitants (31 de desembre de 2007)
- Friburg (capital del cantó de Friburg), 33.418 habitants (31 de desembre de 2006)
- Vernier, 32.585 habitants (31 de gener de 2009)
- Uster, 31.288 habitants (31 de desembre de 2006)
- Sion (capital del cantó de Valais), 30.041 habitants (31 de desembre de 2007)
- Lancy, 27.852 habitants (31 de desembre de 2007)
- Emmen, 27.205 habitants (31 de desembre de 2007)
- Zug (capital del cantó de Zug), 26.105 habitants (31 de desembre de 2007)
- Kriens, 25.691 habitants (31 de desembre de 2007)
- Rapperswil-Jona, 25.400 habitants (31 de desembre de 2006)
- Montreux, 25.187 habitants (31 de desembre de 2012)
- Yverdon-les-Bains, 25.090 habitants (31 de desembre de 2007)
- Dübendorf, 23.176 habitants (31 de desembre de 2007)
- Frauenfeld, 22.931 habitants (31 de desembre de 2009)
- Wil, 22.823 habitants (1 de gener de 2013)
- Dietikon, 22.497 habitants (31 de desembre de 2007)
- Baar, 21.908 habitants (31 de desembre de 2007)
- Meyrin, 21.015 habitants (31 de gener de 2009)
- Kreuzlingen, 20.846 habitants (31 de desembre de 2013)
- Bulle, 20.824 habitants (31 de desembre de 2013)
- Carouge, 20.630 habitants (31 de desembre de 2013)
- Wetzikon, 20.542 habitants (31 de desembre de 2007)
- Aarau (capital del cantó d'Argòvia), 20.408 habitants (31 de desembre de 2014)
- Wettingen, 20.206 habitants (31 de desembre de 2012, si bé no es considera una ciutat)
- Renens, 20.162 habitants (31 de desembre de 2012)
- Allschwil, 20.249 habitants (31 de desembre de 2013)
- Wettingen, 20.230 habitants (31 de desembre de 2014)
- Wädenswil, 20.012 habitants (31 de desembre de 2013)

## Ciutats de 15.000 a 19.999 habitants
- Horgen, 19.608 habitants (31 de desembre de 2013)
- Reinach, 18.839 habitants (31 de desembre de 2013)
- Gossau, 17.983 habitants (31 de desembre de 2011)
- Nyon, 17.916 habitants (31 de desembre de 2007)
- Onex, 17.337 habitants (31 de gener de 2009)
- Muttenz, 17.242 habitants (31 de desembre de 2008)
- Vevey 17.109 habitants (31 de desembre de 2007)
- Bellinzona (capital del cantó de Ticino), 18.008 habitants (31 de desembre de 2011)
- Kloten, 16.976 habitants (31 de desembre de 2006)
- Olten, 16.954 habitants (31 de desembre de 2006)
- Baden, 16.845 habitants (31 de desembre de 2006)
- Pully, 16.625 habitants (31 de desembre de 2006)
- Littau, 16.611 habitants (31 de desembre de 2007; el 2010, part integrant de la comunitat de Lucerna)
- Thalwil, 16.472 habitants (31 de desembre de 2007)
- Grenchen, 16.058 habitants (31 de desembre de 2011)
- Bülach, 16.052 habitants (31 de desembre de 2007)
- Burgdorf, 15.907 habitants (31 de desembre de 2013)
- Monthey, 15.814 habitants (31 de desembre de 2007)
- Regensdorf, 15.754 habitants (31 de desembre de 2007)
- Sierre, 15.752 habitants (31 de desembre de 2011)
- Locarno, 15.618 habitants (31 de desembre de 2010)
- Adliswil, 15.594 habitants (31 de desembre de 2007)
- Ostermundigen, 15.438 habitants (31 de desembre de 2010)
- Solothurn (capital del cantó de Solothurn), 15.378 habitants (31 de desembre de 2006)
- Steffisburg, 15.380 habitants (31 de desembre de 2007)
- Langenthal 15.291 habitants (31 de desembre de 2013)
- Herisau, 15.282 habitants (31 de desembre de 2007)
- Illnau-Effretikon, 15.265 habitants (31 de desembre de 2007)
- Schlieren, 15.212 habitants (31 de desembre de 2009)
- Pratteln, 15.120 habitants (30 de setembre de 2008)

## Ciutats de 10.000 a 14.999 habitants
- Binningen, 14.905 habitants (31 de desembre de 2013)
- Mendrisio, 14.489 habitants (31 de desembre de 2013)
- Cham, 14.303 habitants (31 de desembre de 2007)
- Schwyz (capital del cantó de Schwyz), 14.171 habitants (31 de desembre de 2006)
- Lyss, 13.770 habitants (1 de gener 2011)
- Einsiedeln, 13.768 habitants (31 de desembre de 2007, si bé no es considera una ciutat)
- Liestal (capital del cantó de Basilea-Camp), 13.417 habitants (31 de març de 2008)
- Stäfa, 13.438 habitants (31 de desembre de 2007)
- Opfikon, 13.378 habitants (31 de desembre de 2007)
- Thônex, 13.364 habitants (31 de gener de 2009)
- Arbon, 13.118 habitants (31 de desembre de 2007)
- Küsnacht, 13.026 habitants (31 de desembre de 2007)
- Horw, 12.986 habitants (31 de desembre de 2008)
- Versoix, 12.760 habitants (31 de gener de 2009)
- Wallisellen, 12.626 habitants (31 de desembre de 2007)
- Muri bei Bern, 12.526 habitants (31 de desembre de 2007)
- Spiez 12.417 habitants (31 de desembre de 2007)
- Meilen, 12.057 habitants (31 de desembre de 2007)
- Brig-Glis, 12.056 habitants (31 de desembre de 2006)
- Münchenstein, 11.833 habitants (31 de desembre de 2008)
- Richterswil, 11.799 habitants (31 de desembre de 2007)
- Oftringen, 11.782 habitants (31 de desembre de 2008)
- Zollikon, 11.770 habitants (31 de desembre de 2007)
- Ebikon, 11.750 habitants (31 de desembre de 2008)
- Rüti, 11.596 habitants (31 de desembre de 2007)
- Prilly, 11.522 habitants (31 de desembre de 2012)
- Amriswil, 11.517 habitants (31 de desembre de 2007)
- Ecublens, 11.499 habitants (31 de desembre de 2012)
- Villars-sur-Glâne, 11.397 (31 de desembre de 2010)
- Delémont (capital del cantó de Jura), 11.300 habitants (31 de desembre de 2006)
- Worb, 11.295 habitants (31 de desembre de 2007)
- Rheinfelden, 11.290 habitants (31 de desembre de 2008)
- Münsingen, 11.046 habitants (31 de desembre de 2007)
- Altstätten, 10.832 habitants (31 de desembre de 2006)
- Grand-Saconnex, 10.783 habitants (31 de gener de 2009)
- Davos, 10.744 habitants (31 de desembre de 2006)
- Ittigen, 10.688 habitants (31 de desembre de 2007)
- Zofinguen, 10.687 habitants (31 de desembre de 2008)
- Gland, 10.648 habitants (31 de desembre de 2006)
- Belp, 10.636 habitants (1 de gener de 2012)
- Spreitenbach, 10.568 habitants (31 de desembre de 2008)
- Buchs, 10.546 habitants (31 de desembre de 2006)
- Bassersdorf, 10.470 habitants (31 de desembre de 2007)
- Birsfelden, 10.409 habitants (31 de desembre de 2008)
- Pfäffikon, 10.374 habitants (31 de desembre de 2009)
- Oberwil, 10.368 habitants (31 de desembre de 2008)
- Affoltern am Albis, 10.347 habitants (31 de desembre de 2006)
- Chêne-Bougeries, 10.273 habitants (31 de gener de 2009)
- Weinfelden, 10.159 habitants (31 de desembre de 2009)
- Hinwil, 10.110 habitants (31 de desembre de 2009)
- Aesch, 10.105 habitants (31 de desembre de 2008)
- Le Locle, 10.049 habitants (31 de desembre de 2010)
- Flawil, 10.045 habitants (31 de desembre de 2011)
- Zollikofen, 10.000 habitants (20 de març de 2008)

## Ciutats històriques amb menys de 10.000 habitants
- Aigle, 9.699 habitants (31 de desembre de 2013)
- Brugg, 9.055 habitants (30 de juny de 2008)
- Sursee, 8.573 habitants (30 de juny de 2007)
- Rorschach, 8.458 habitants (31 de desembre de 2006)
- Lenzburg, 8.014 habitants (31 de desembre de 2008)
- Moutier, 7.462 habitants (31 de desembre de 2007)
- Nidau, 6.739 habitants (31 de desembre de 2008)
- Aarburg, 6.693 habitants (31 de desembre de 2008)
- Porrentruy, 6.641 habitants (31 de desembre de 2009)
- Bremgarten, 6.247 habitants (31 de desembre de 2007)
- Orbe, 5.965 habitants (31 de desembre de 2009)
- Morat, 5.903 habitants (31 de desembre de 2007)
- Uznach, 5.541 habitants (31 de desembre de 2006)
- Unterseen, 5.522 habitants (31 de desembre de 2009)
- Bischofszell, 5.466 habitants (31 de desembre de 2007)
- Echallens, 5.345 habitants (31 de desembre de 2012)
- Laufen, 5.229 habitants (31 de desembre de 2009)
- Saint-Prex, 5.100 habitants (31 de març de 2009)
- Châtel-Saint-Denis, 5.064 habitants (31 de desembre de 2008)
- Sargans, 5.058 habitants (31 de desembre de 2006)
- Rolle, 5.015 habitants (31 de desembre de 2007)
- Boudry, 4.984 habitants (31 de desembre de 2010)
- Villeneuve, 4.969 habitants (31 de desembre de 2012)
- Moudon, 4.916 habitants (31 de desembre de 2011)
- Walenstadt, 4.822 habitants (31 de desembre de 2006)
- Greifensee, 4.816 habitants (31 de desembre de 2007)
- Huttwil, 4.704 habitants (31 de desembre de 2010)
- Mellingen, 4.568 (31 de desembre de 2008)
- Le Landeron, 4.441 (31 de desembre de 2010)
- Aarberg, 3.963 habitants (31 de desembre de 2008)
- Sempach, 3.863 habitants (31 de desembre de 2007)
- Elgg, 3.679 habitants (31 de desembre de 2007)
- Leuk, 3.675 habitants (31 de desembre de 2011)
- Eglisau, 3.581 habitants (31 de desembre de 2007)
- Cossonay, 3.413 habitants (31 de desembre de 2012)
- La Neuveville, 3.478 habitants (31 de desembre de 2008)
- Rheineck, 3.226 habitants (31 de desembre de 2006)
- Grandson, 3.194 (31 de desembre de 2011)
- Stein am Rhein, 3.179 habitants (31 de desembre de 2007)
- Aubonne, 3.015 habitants (31 de desembre de 2012)
- Grüningen, 2.861 habitants (31 de desembre de 2007)
- Laupen, 2.779 habitants (31 de desembre de 2008)
- Coppet, 2.774 habitants (31 de desembre de 2007)
- Ilanz, 2.338 habitants (31 de desembre de 2009)
- Saillon, 2.236 habitants (31 de desembre de 2011)
- Laufenburg, 2.080 habitants (31 de desembre de 2008)
- Wangen an der Aare, 2.033 habitants (31 de desembre de 2008)
- Lichtensteig, 1.923 habitants (31 de desembre de 2007)
- Gruyères, 1.867 habitants (31 de desembre de 2011)
- Neunkirch, 1.828 habitants (30 de juny de 2008)
- La Sarraz, 1.761 habitants (30 de juny de 2007)
- Weesen, 1.483 habitants (31 de desembre de 2006)
- Cudrefin, 1.362 habitants (31 de desembre de 2011)
- Lutry, 1.361 habitants (31 de desembre de 2007)
- Rheinau, 1.322 habitants (31 de desembre de 2007)
- Rue, 1.265 habitants (31 de desembre de 2011)
- Waldenburg, 1.246 habitants (31 de desembre de 2008)
- Grandcour, 805 habitants (31 de desembre de 2011)
- Arconciel, 771 habitants (31 de desembre de 2010)
- Champvent, 598 habitants (31 de desembre de 2012)
- Romainmôtier-Envy, 487 habitants (31 de desembre de 2012)
- Regensberg, 470 habitants (31 de desembre de 2007)
- Valangin, 409 habitants (31 de desembre de 2010)
- Kaiserstuhl, 394 habitants (31 de desembre de 2008)
- Fürstenau, 359 habitants (31 de desembre de 2009)
- Werdenberg, 90 habitants (31 de desembre de 2006)